# Myra (groupe)
Myra est un groupe de metalcore allemand. Le 13 octobre, le premier album The Venom It Drips paraît. Godspeed, le deuxième album du groupe, sort le 14 mai 2010.

## Biographie
Myra est formé à la fin de 2003 à Leipzig par Henrik Zeltner (guitare), Sebastian Schneider (batterie) et Robert Seyferth (basse). En avril se joignent Sebastian Spillner, qui travaille dans l'entreprise de merchandising Impericon, comme chanteur et Gert Rymen comme guitariste. Ce dernier quitte cependant le groupe un an plus tard, préférant rester avec Deadlock. Sebastian Schneider et Robert Seyferth quittent également le groupe. Henrik Zeltner restera le seul membre originel. 
Le premier EP éponyme est auto-produit en 2006, publié à 500 exemplaires, et vendu de la main à la main. En 2008, le groupe signe un contrat avec le label European Label Group. Le 6 septembre, le groupe joue en ouverture de, entre autres, The Parachutes, Callejon, Caliban au Spack! Festival à Höhr-Grenzhausen. 
Le 13 octobre, le premier album The Venom It Drips paraît. Le 3 juillet 2009, Myra joue sur la scène Hardbowl du With Full Force, avant No Turning Back, Nasty, Crushing Caspars, The Red Chord, Maroon, Comeback Kid, Die Kassierer,. Quelques semaines après, il apparaît au Mair1 Festival, il y reviendra en 2011. En août 2009, il participe au Sucks'n'Summer Festival, à Leisnig, où sont Agnostic Front, Born from Pain, Evergreen Terrace, Suicide Silence, Heaven Shall Burn, Your Demise.
Godspeed, le deuxième album du groupe, sort le 14 mai 2010. Les chansons New Blood Will Run et Said and Done font l'objet de clips. Broken Silence le distribue en Allemagne, Autriche, Suisse, France et au Royaume-Uni, et Interpunk aux États-Unis. Le 11 juin 2011, Myra joue avec Cataract au Bam In Your Face Festival à Pößneck devant 500 spectateurs. En 2014, le groupe publie son troisième album, Valley,.

## Style musical
Myra joue du hardcore mélodique avec des éléments de metalcore. Le style de musique est influencé par des groupes comme In Flames, Killswitch Engage, Devin Townsend, At the Gates, Soilwork ou Poison the Well. Spillner fait plutôt usage d'un chant guttural.
Dans ses paroles, Myra parle de questions politiques et sociétales d'après les expériences personnelles des membres. Ils s'opposent au totalitarisme, au racisme et au fascisme. Myra soutient le mouvement Good Night White Pride initié par la scène punk hardcore contre les groupes néo-nazis qui jouent le même genre,. La plupart des membres du groupe vivent selon le véganisme, le végétarisme ou le straight edge.

## Membres

### Membres actuels
- Florian Batze - chant (depuis 2013)
- Ron Henkel - guitare
- Henrik Zeltner - guitare
- Felix Thyrolf - basse
- Max Weißenfels - batterie

### Anciens membres
- Sebastian Spillner - chant (2004-2013)
- Gert Rymen - guitare
- Robert Seyferth - basse
- Sebastian Schneider - batterie

## Discographie

### Albums studio
- 2008 : The Venom It Drips (European Label Group)
- 2010 : Godspeed (European Label Group)

### EP
- 2006 : Myra (auto-production)